# 怪童丸
『怪童丸』（かいどうまる/KAIDOHMARU）は、2001年12月19日に発売されたOVA。

## ストーリー
正暦元年。相模国足柄山に暮らす少女怪童丸は跡目争いから父を殺され、叔父の坂田義信に命を狙われていた。山中に逃れた怪童丸は義信に捕えられ殺されそうになるが、そこを源頼光に救われる。頼光は身寄りのなくなった怪童丸を引き取り、共に都に戻ることになる。
5年後の長徳元年。怪童丸は頼光配下の兵部四天王として、都を守護する役目に就いていた。そんなある日、怪童丸は都を襲う荊木童子と刃を交える。荊木童子は怪童丸の従姉桜舟姫と行動を共にしており、桜舟姫はかつて恋した怪童丸を手に入れるため、アヤカシたちを使い都を焼き払い怪童丸を連れ去ってしまう。それを知った頼光は怪童丸を救うため、桜舟姫のいる大江山に単身乗り込む。

## 登場人物
怪童丸（坂田金時）
声 - 斎賀みつき
足柄山の領主の娘。叔父・義信に父を殺され自身も命を狙われるが、危ういところを頼光に救われる。その後は頼光と共に戦場に赴き、兵部四天王の一人に名を連ねるようになる。
頼光を慕っているが、それが恋慕の情だとは気付いていない。
源頼光
声 - 森久保祥太郎
都を守護する武将。眉目秀麗な貴公子だが、数々の戦場を渡り歩いてきた都随一の武将でもある。
怪童丸に想いを寄せているが、その想いを伝えられずにいる。
桜舟姫
声 - 日野由利加
怪童丸の従姉。怪童丸に対して歪んだ恋慕の情を抱いており、怪童丸を手に入れるため、アヤカシを使い都を襲う。
渡辺綱
声 - 増谷康紀
頼光配下の兵部四天王の一人。貞光と行動を共にすることが多い。
碓井貞光
声 - 花田光
頼光配下の兵部四天王の一人。酒豪の面を持つ。
卜部季武
声 - やなせさとる
頼光配下の兵部四天王の一人。武芸一辺倒のため、頼光が怪童丸へ抱く想いに気付いていない。
荊木童子
声 - 折笠愛
大江山に住むアヤカシで、正体は平将門。桜舟姫と手を結び、都を襲う。
山吹、藤
声 - 大坂史子（山吹）、木村郁絵（藤）
花園中納言の娘。道長に誘拐され、桜舟姫に引き渡される。菅原道真の魂を降ろすための器に利用される。
安倍晴明
声 - 金子由之
藤原道長
声 - 小林俊夫
坂田義信
声 - 岸野幸正

## スタッフ
- プロデューサー - 森下勝司
- 原作 - アイジープラス
- 企画・監督・絵コンテ・演出 - 若林漢二
- 脚本 - 若林漢二、寺戸信寿
- キャラクターデザイン - 田島昭宇、浅野恭司
- 作画監督 - 浅野恭司
- 3DCG監督 - 遠藤誠
- 音響監督 - 百瀬慶一
- 撮影 - 森夏子
- 撮影助手 - 田中宏侍
- 色指定 - 安部なぎさ、田中美穂
- タイトル音楽 - 福岡ユタカ 『ニュースステーション』
- スコア音楽 - 池頼広
- キャスティング協力 - ぷろだくしょんバオバブ
- 制作 - アイジープラス、Production I.G
- 製作 - SMEビジュアルワークス

## 主題歌
エンディングテーマ「愛することが僕を動かす」
作詞 - HIKO、AKIRA / 作曲・編曲 - 星勝 / 歌 - AKIRA
晶akiraの3rdシングルミュージッククリップを若林漢二が監督

## 小説
アニメーションとはパラレルに展開する3編のネットオリジナル小説が、脚本担当寺戸信寿により公式サイト【群雄伝】に掲載。
安倍晴明 虚空譚
碓井貞光 水仙譚
源頼光 光雪譚

## 関連作品
漫画
『怪童丸』（角川書店）
企画：若林漢二
原作：アイジープラス
漫画：古結あかね
『月刊Asuka』11月号増刊コミックスペシャル『陰陽師』に掲載された「怪童丸 -夢霞-」に加えて、単行本化に際し「怪童丸 -花酔-」を新たに描き下ろした物語2編を収録。
ノベライズ
『怪童丸』（富士見書房）
作：永井泰宇
カバーイラスト：田島昭宇

## 受賞
平成13年度文化庁メディア芸術祭
審査委員会推薦作品